# Trigonoptera paravittata
Trigonoptera paravittata är en skalbaggsart som beskrevs av Stefan von Breuning 1970. Trigonoptera paravittata ingår i släktet Trigonoptera och familjen långhorningar. Inga underarter finns listade i Catalogue of Life.